# 光度学
光度学是研究光强弱的学科。不同于辐射度量学，光度学把不同波长的辐射功率用光度函数加权。

## 人眼与光度学

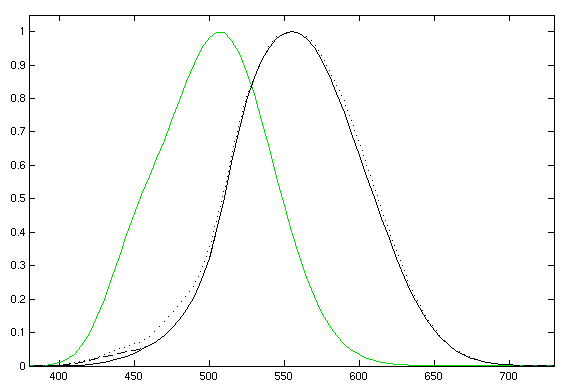
黑色曲线为亮适应光度函数曲线，绿色曲线为暗适应光度函数曲线。实线为CIE 1931标准。断续线为1978年修正数据。点线为2005年修正数据。横坐标单位为nm。

人眼能相当精确地判断两种颜色的光亮暗感觉是否相同。所以为了确定眼睛的光谱响应，可将各种波长的光引起亮暗感觉所需的辐射通量进行比较。在较明亮环境中人的视觉对波长为555.016nm的绿色光最为敏感。设任意波长为{\displaystyle \lambda }的光和波长为555.016nm的光产生同样亮暗感觉所需的辐射通量分别为{\displaystyle \Psi _{\lambda }}和{\displaystyle \Psi _{555.016}}，把后者和前者之比
{\displaystyle V(\lambda )={\frac {\Psi _{555.016}}{\Psi _{\lambda }}}}
叫做光度函数(luminosity function)或视见函数(visual sensitivity function)。例如，实验表明，1mW的555.0nm绿光与2.5W的400.0nm紫光引起的亮暗感觉相同。于是在400.0nm的光度函数值为
{\displaystyle V(400.0nm)={\frac {10^{-3}}{2.5}}=0.0004.}
衡量光通量的大小，要以光度函数为权重把辐射通量折合成对人眼的有效数量。对波长为{\displaystyle \lambda }的光，辐射强度为{\displaystyle \psi (\lambda )}，光通量为{\displaystyle \Phi _{v}}，则有
{\displaystyle \Phi _{v}=K_{max}\int V(\lambda )\psi (\lambda )d\lambda }
式中{\displaystyle K_{max}}是波长为555.016nm的光功当量，也叫做最大光功当量，其值为683 lm/W。

## 非SI的光度学单位

### 发光强度
烛光(candlepower) = 1 坎德拉

### 亮度
- 英尺-朗伯(Footlambert)  = 1/π 烛光每平方英尺 = 3.426 烛光每平方米
- 朗伯(lambert) = 1/π 烛光每平方厘米
- 毫朗伯（Millilambert）= 1/1000 朗伯
- 熙提(Stilb) = 1 烛光每平方厘米

### 照度
- 英尺烛光(Foot-candle)，字面意义是发光强度为1坎德拉的点光源的1英尺距离处的表面的照度。1 ft-c = 1 lm/ft² = 10.764 lux. 工业上常常采用1 ft-c = 10 lux.
- 辐透或厘米烛光(Phot)，相当于"流明每平方厘米"